# Svetkovina
Svetkovina je ljubavna pesma koja govori o razlici između ljubavi i razuma, tačnije – o tome kako razum, ali i naše društvo koje se više povodi logikom nego srcem, ljubav smatraju ludim. Nakon pojavljivanja pesme, književni kritičari među kojima je bio i Jovan Skerlića nazvali su je bolesnom i onom koja veliča bezumlje i kvari omladinu. Autor je Sima Pandurović.

## O delu
Simbolika kojom pesnik predstavlja ljubav je neobična i jasno je zašto su mnogi Pandurovićevu ideju zamenili za onu koja opjevava ludastvo. Pesnik koristi motive poput „belih košulja“, „bolnice“ i „ludosti“ da bi opisao „mesto“ na kojem se nalazi sa svojom dragom, tako tvoreći ironiju opšteprihvaćenog mišljenja da su simptomi zaljubljenosti jednaki simptomima ludosti. Pesma je napisana u duhu simbolizma pa su motivi u njoj od velike idejne važnosti. Dugo je ova pesma doživljavana upravo ovako kako je doživeo Skerlić, kao pesma odricanja života i bekstva u ludilo, pesma izrazitog i naturalističkog pesimizma.

## O autoru
Sima Pandurović ( Beograd, 14. januar 1883 -  Beograd, 27. jul 1960 )  bio je pesnik, estetičar, esejista, kritičar, dramatičar, i prevodilac. Javio se s pesmama s početkom XX veka  sa pjesnicima pesimizma (Milan Rakić i Vladislav Petković Dis), pod uticajem prokletih pesnika (Šarl Bodler, Edgar Alan Po).

### Biografija
Gimnaziju i filozofske studije Pandurović je završio u Beogradu i počeo je da službuje kao profesor Valjevske i beogradske gimnazije. Prvi svetski rat je proveo u Boldogasanju i Nezideru, a po njegovom završetku bio je sekretar Ministarstva prosvete i pomoćnik upravnika Narodne biblioteke.Rano je počeo da peva , ali istovremeno je živeo i radio na izdavanju u uređivanju časopisa. Još kao student, sa grupom književnih istomišljnika, osnova je časopis "Polet" , zatim sa Disom uređivao Književnu nedelju, a posle Prvog svetskog rata osnovao časopis "Misao" . 

### Dela
Pandurevićevo književo delo je obimno i raznovrsno: " Posmrtne počasti " ,  " Dani i noći " , a 1910. godine je u Narodnom pozorištu u Beogradu prikazana njegova drama " Na zgarištu " , koju je napisao sa Kostom Petrovićem . Za vreme Prvog svetskog rata  Društvo hrvatskih književnika izdalo mu je sabrane pesme pod naslovom " Okovani stihovi " . Po oslobođenju ova zbirka pesama " Pesme" , sadrži 109 pesama koje je on sam izabrao uz izjavu da sve ostalo što je napisao u stihu odbacuje kao da nije napisano. Dela iz oblasti književne kritike i estetike su "  Ogledi iz estetike " , " Razgovori o književnosti " , Bogdan Popović. Sima Pandurović je uspešno prevodio Molijerovog " Tartifa" i Šekspirove tragedije i drame " Hamlet " , " Ričard III "  , "Henri IV" , "Kralj Lir " , sve sa Živojinom Simićem.

## Delo
Sišli smo s uma u sjajan dan,
Providan, dubok, — nama, draga, znan,
I svetkovasmo ocepljenje to
Od muka, sumnje, vremena i sto
Râna, što krvave ih vređao je svet, —
Ljubavi naše plav i nežan cvet.
I opet sila zgrnulo se sveta
U bolnički nam mirisavi vrt;
Posmatra gde se dvoje dragih šeta
Srećno, i hvale onaj život krt
Što ostavismo. daleko od njih
Sad smo, a oni žale mir naš tih.
Oni baš ništa nisu znali šta
Dovede tu nas. U cveću smo išli
Slaveći strasno osećanja ta
Zbog kojih lepo sa uma smo sišli.
U novom svetu dobro nam je sad,
A svet o njemu dobro i ne sluti
Sumnja u ljubav — najteži nam jad —
Min’o, i čase blažene ne muti.
Iz prošlih dana ljubav i znak njen
– Spojenost srca — ostala nam još;
Naš život ovde svetao je tren,
Srdačan, krotak. Onaj život loš
U kome znanci, rodbina ostaju,
Nevinost našeg ne poznaje sveta;
Životno vino, srž nedostaju
Njima, a glava njihova im smeta.
A naših srca jedan isti zvuk
Beleži draži i vremena huk.
Jer mi smo davno, verna draga, — je li? —
Iskidali konce što nas vežu
Za prostor, vreme, tonove i boje,
— Lance života što zveče i stežu, –
Jer mi smo, možda, sami tako hteli,
Rad ljubavi nam i rad sreće svoje.
I gledaju nas zato što idemo
U košuljama belim parkom ovim,
Gde bolnički se miris širi jak;
Ne znaju draži sa životom novim,
Ljubavi naše neumrle znak.
… Gle! očima im trepti rosa nemo…